# Tillandsia pseudooaxacana
Tillandsia pseudooaxacana är en gräsväxtart som beskrevs av Renate Ehlers. Tillandsia pseudooaxacana ingår i släktet Tillandsia och familjen Bromeliaceae. Inga underarter finns listade i Catalogue of Life.